# Kenny Larkin
Kenny Larkin (Detroit 8 april 1968) is een Amerikaanse producer en internationaal diskjockey. Hij behoort tot technoscene van Detroit maar staat bekend om een experimenteel geluid. Naast zijn eigen naam gebruikt hij ook het pseudoniem Dark Comedy.Hij staat diverse malen op Awakenings en I Love Techno. Vanaf 2000 bouwt hij zijn technocarrière af om zich als comedian te ontwikkelen.

## Biografie
Hoewel Larkin uit Detroit komt, is hij in de jaren tachtig nog niet betrokken bij de vroege opkomst van techno. Zijn interesse wordt gewekt als hij rond 1990 in aanraking met de muziek komt tijdens het uitgaan. Hij maakt dan de single We Shall Overcome, met samples van Martin Luther King, en kan die uitbrengen op het Plus 8-label van Richie Hawtin. Daarna blijft hij singles maken voor diverse labels. Hij besluit zijn studie te laten voor van het is en gaat zich voltijds op de muziek richten. Hij behoort daarbij tot de tweede golf producers uit Detroit, waartoe ook Carl Craig, Underground Resistance en Jeff Mills behoren. Een belangrijk succes heeft hij in 1992 met de single War Of The Worlds (1992), die hij onder de naam Dark Comedy uitbrengt. In 1994 verschijnt op Warp Records het album Azimuth, waarop hij de brug zoekt met Intelligent dance music. Hij raakt in 1994 zwaar gewond nadat een inbreker hem neerschiet. Na zijn herstel maakt Larkin in 1995 een illegale remix van het nummer  Give it Up van Sade. Het is een idee dat hij samen met Stacey Pullen uitwerkt, die in die periode het album (The Theory Of) opneemt in de studio van Larkin. Beide  bewerken het nummer in een eigen versie die een kant van de plaat krijgt. Ze hernoemen het naar Surrender Your Love (Illegal Remixes), en brengen het op een whitelabel uit waarop ze met pen Sade schrijven, om zo uit de problemen te blijven. De remix is een succes en 10.000 exemplaren van de bootleg worden verkocht, totdat het Mixmag Magazine bekend maakt dat Larkin achter de remix zit, waarna hij onder druk van het team van de zangeres moet stoppen met de verspreiding. De remix verschijnt in 2006 nog op het eveneens illegale remixalbum Sade - The Remixes - Best Of. Een andere opvallende remix is voor Dark Forces van Slam. Op R&S Records verschijnt in 1995 het album Metaphor, dat iets minder experimenteel is. In 1997 blaast hij ook Dark Comedy nieuw leven in voor het album Seven Days.

## Comedian
In 2001 besluit hij een radicale stap te zetten door naar Los Angeles te verhuizen en zijn geluk te beproeven als comedian. Dit zet zijn technocarrière op een lager pitje, al blijft hij actief als dj om in zijn onderhoud te kunnen voorzien. In 2004 komt een flinke heropleving met het vertrouwd klinkende The Narcissist en het veel meer experimentele Funkfaker: Music Saves My Soul, waarvoor hij zijn Dark Comedy-project weer gebruikt. Op dit album vermengt hij elektronica met diverse stijlen zoals jazz, blues en soul. Hij maakt daarbij ook gebruik van zang en waagt zich daar onder de schuilnaam  "Holy" Joe Johnson ook aan.. In 2008 verschijnt Keys, Strings And Tambourines. Eveneens wordt zijn oudere werk verzameld op The Chronicles. Al laat hij in die periode al weten dat zijn muzikale carrière zijn langste tijd heeft gehad. Er verschijnen nog wat singles en Larkin maakt een remix van We Are The Future van Inner City. Daarna gaat de aandacht meer naar de komedie. Wel blijft hij actief als dj.

## Discografie

### Albums
- Azimuth (1994)
- Methaphor (1995)
- Dark Comedy - Seven Days (1997)
- The Narcissist (2004)
- Dark Comedy - Funkfaker: Music Saves My Soul (2004)
- Keys, Strings, Tambourines (2008)
- The Chronicles (compilatie) (2008)

- Bibliothèque nationale de France: cb13972769z (data)
- Gemeinsame Normdatei: 134752805
- International Standard Name Identifier: 0000 0000 5515 258X
- Library of Congress Control Number: no2006120487
- MusicBrainz: ed8e364a-6087-4425-bd58-6b146893c4b4
- Virtual International Authority File: 204203